# Heinz Geuen
Heinz Geuen (* 1954 in Mönchengladbach) ist ein deutscher Musikpädagoge und Rektor der Hochschule für Musik und Tanz Köln.

## Leben und Wirken
Geuen legte sein Abitur 1973 in Neuss ab und studierte anschließend Schulmusik an der Musikhochschule Hannover sowie Sozialwissenschaften und Französisch für das Lehramt an der Universität Hannover. Nach seinem Referendariat in Wilhelmshaven wirkte er von 1981 bis 1991 als Studienrat an Gymnasien in Hildesheim und Kassel sowie als pädagogischer Mitarbeiter an der Universität Kassel, wo er ab 1991 Akademischer Rat und zudem ab 1997 Leiter des Fachgebiets Musik war.
Seine Promotion erfolgte 1996. Seit 2002 ist er Professor für Musikpädagogik an der Musikhochschule Köln. Hier war er von 2007 bis 2009 Dekan der Fachbereiche Musikpädagogik, Musikwissenschaft, Chorleitung und Kirchenmusik und anschließend bis 2013 Prorektor für Studium, Lehre und Forschung. Seit 2013 ist er Rektor der Hochschule. Im Juni 2020 wurde er als Vorstandsmitglied der Rektorenkonferenz der Deutschen Musikhochschulen (RKM) bestätigt, in deren Rahmen er die Bereiche „Musikalische Bildung“ und „Qualitätsmanagement“ betreut.
Schwerpunkte seiner wissenschaftlichen Tätigkeit sind die bildungstheoretischen Grundlagen der Musikpädagogik sowie die Themen „Audiovisualität und Musik“ und „Populäre Musik und Medien“. Geuen ist Autor und Herausgeber zahlreicher fachspezifische Publikationen.